# João Morais
João Pedro Morais (6. marts 1935 - 27. april 2010) var en portugisisk fodboldspiller (midtbane).
Morais spillede på klubplan primært hos Sporting Lissabon, som han var tilknyttet fra 1958-1969. I hans tid i klubben var han med til at vinde to portugisiske mesterskaber, én pokaltitel samt Pokalvindernes Europa Cup i 1964.
Morais spillede i årene 1966 og 1967 ni kampe for Portugals landshold. Han var en del af det portugisiske hold, der vandt bronze ved VM i 1966 i England. Her spillede han tre af holdets kampe i turneringen. I portugisernes indledende gruppekamp mod Brasilien lavede han en brutal tackling på brasilianernes verdensstjerne Pelé. Morais blev ikke udvist for forseelsen, men tacklingen betød, at Pelé måtte forlade turneringen. Tacklingen og Pelés skade anses som afgørende for, at det ikke lykkedes brasilianerne at vinde en historisk tredje VM-titel i træk.

## Titler
Primeira Liga
- 1962 og 1966 Sporting Lissabon

Taça de Portugal
- 1963 med Sporting Lissabon

Pokalvindernes Europa Cup
- 1964 med Sporting Lissabon